# ГЕС Kafue Gorge (верхня)
ГЕС Kafue Gorge (верхня) — гідроелектростанція в Замбії за півсотні кілометрів на південь від столиці країни Лусаки. Знаходячись між ГЕС Itezhi-Tezhi та нижньою ГЕС в ущелині Кафуе, входить до складу каскаду на річці Кафуе (найбільша ліва притока Замбезі, що відноситься до басейну Індійського океану).
Для роботи станції річку перекрили гравітаційною земляною та кам'яно-накидною греблею висотою 50 метрів та довжиною 300 метрів. Вона утворила водосховище з площею поверхні 805 км2, яке при цьому має об'єм лише 885 млн м3 (корисний об'єм 770 млн м3). Це співвідношення показників пояснюється розташуванням вище ущелини Кафуе пласкої болотяної рівнини, яка у вологий період затоплюється річкою та перетворюється на озеро площею 4340 км2 при глибині всього 2 метри. Збільшення висоти греблі Кафуе призвело б до надмірних втрат на випаровування, тому накопичення ресурсу для роботи каскаду відбувається вище за зазначену болотяну місцевість за допомогою спорудженої в 1977 році греблі Itezhi-Tezhi.
Від сховища вода подається через правобережний гірський масив по дериваційному тунелю довжиною 10,6 км та перетином 117 м2, який переходить у шість напірних шахт довжиною 430 метрів та діаметром від 3,3 до 2,75 метра. Машинний зал споруджений у підземному виконанні і має розміри 135х16 метрів та висоту 27 метрів. Відпрацьована вода відводиться у річку по тунелю довжиною 1,5 км з таким саме перетином як і у підвідного — 117 м2. Загальний об'єм вибірки твердих порід при спорудженні станції становив 1,85 млн м3.
В машинному залі у 1972 році ввели чотири турбіни типу Френсіс потужністю по 150 МВт, а в 1978-му додали ще дві такі ж. Це обладнання працює при напорі у 400 метрів.
В 2000-х роках турбіни пройшли процес відновлення та модернізації, під час якого потужність станції збільшилась до 990 МВт.